# 西太平洋の遠洋航海者
『西太平洋の遠洋航海者ーメラネシアのニューギニア諸島における、住民たちの事業と冒険の報告』 ( Argonauts of the Western Pacific: An account of native enterprise and adventure in the Archipelagoes of Melanesian New Guinea ) は、ポーランド出身のイギリスの人類学者であるブロニスワフ・マリノフスキによる文化人類学の書籍。原題の Argonauts は、ギリシア神話のアルゴ船に乗った英雄たちを指すアルゴナウタイに由来する。

## 概要
マリノフスキは、ニューギニアのトロブリアンド諸島で行われているクラという交易を理論的に重要な経済現象として調査し、現地の人々が豊富な授受関係で社会を組織している様子を明らかにした。マリノフスキはオーストラリアを根拠地としてトロブリアンド諸島を1915年-16年、1917年-18年にわたり調査した。調査者が現地に長期間の滞在をして住民の生活を観察し、現地語の資料によって分析するという参与観察の方法は、当時は画期的であった。マリノフスキは本書においてチャールズ・セリグマン、ウィリアム・リヴァーズ、アルフレッド・ハッドンの研究や方法論を取り入れている。また、当時のイギリスの文化人類学には、フランスの社会学者エミール・デュルケームが影響を与えており、マリノフスキやラドクリフ＝ブラウンは、デュルケームの集団的表象の理論をもとにフィールドワークを行った。本書の出版と同年に、ラドクリフ＝ブラウンの著書『アンダマン島人』も発表されている。

## 内容

### 調査方法
マリノフスキは本書において、民族学の調査を3つの方法により行うことを主張した。
1. まず文化の骨組みにあたる制度や規範を明らかにする。具体的な統計資料によって確実な枠組みのなかで記録する。
2. 枠組みの中に、実生活の不可量部分と行動の類型を盛り込む。観察によって民族誌学的な記録を作り、制度や慣習の働き方などの不可量部分を調査する。
3. 特徴のある供述、物語、発言伝承や呪文などは、口碑文として記録する。制度や規範に対する集団の考え方、感じ方などの価値観の意味づけをする。

調査対象の人々の生きがいや幸福を理解したいという感情をもって行動や心理を調べることは、人間研究から期待しうる最大の報酬とした。

### クラ
クラは、サークル状の島々の圏内で行われ、ヴァイグアと呼ばれる財宝を用いる。ヴァイグアには、ソウラヴァと呼ばれる赤い貝の首飾りと、ムワリという白い貝の腕輪の2種類がある。クラに参加する男性は、財宝を受け取るためにカヌー（ワガ）を用いて遠征を行う。財宝は短期間所有され、次の相手に贈り物として渡される。2種類の財宝はそれぞれ逆方向に運ばれ、クラの圏内を回り続ける。クラの相手は、遠征隊を客人としてもてなす保護者であり味方となる。クラの相互関係は終生続き、クラによって遠方の土地に味方を持つことができる。クラのお返しには時間間隔があり、1年以上から数分間までの間隔があるが、その場で相互に交換することはない。また、お返しの選択は与える側にあり、議論や競り合いは禁じられている。クラは物々交換とは区別されており、物々交換はキリウィナ語でギムワリと呼ばれる。
クラには2種類の規模があり、相当量の財宝が一度に移動する遠距離の大遠征隊と、数マイルの間に数人の手を経ることもある小規模のものがある。大規模で競争的なクラはウヴァラク、小規模の遠征はクラ・ワラ（普通のクラ）と呼ばれる。クラ共同体は1つまたは複数の村からなり、村人は一体として行動する。一般人は、自分の地区か近隣の地区にクラをする首長を持っており、首長のクラに対して奉仕の義務があり、その代わりとして首長が気前よくふるまうことを期待する。
クラは遠洋カヌーの建造、遠征隊の準備、日時の決定、祭事、呪術、副次的な交易も関係する複雑な経済制度である。累積的結果として、物質文化だけでなく、習慣、歌、工芸など文化全般の影響がクラの道にそって伝播し、部族間に網目状の関係を作るる。マリノフスキは、クラの財宝をヨーロッパの貴重品に例える際に、トロフィーないし優勝杯という形容をした。勝者がしばらく保有する一定期間の預かり物であり、所有者またはチームに喜びを与えるといった点で似ているとする。

## 評価と影響
参与観察を用いた著作として、人類学を中心に大きな影響を与えた。また、当時の原始経済観に見られた、原始共産制、孤立した個人や家族による物資の調達、富・交換・価値の不在などへの反論としても影響を与えた。フランスの社会学者、人類学者のマルセル・モースは『贈与論』(1925)においてマリノフスキの研究を援用した。
マリノフスキの没後に、妻によって編集された『マリノフスキー日記』が刊行された。これにより、住民に対するマリノフスキの不満、研究や生活に関する悩みなど、調査当時の模様が明らかにされた。

## 書誌情報
原書
- Argonauts of the Western Pacific: An account of native enterprise and adventure in the Archipelagoes of Melanesian New Guinea (1922)

主な日本語訳
- 『西太平洋の遠洋航海者』‐ 泉靖一責任編集『世界の名著（59）マリノフスキー／レヴィ＝ストロース』所収、泉靖一・増田義郎編訳、中央公論社、1967年
  - 新装版・中公バックス『世界の名著（71）マリノフスキー／レヴィ＝ストロース』 中央公論社、1980年
- 『西太平洋の遠洋航海者』 増田義郎訳、講談社学術文庫、2010年。上記を改訳・改訂

## 関連文献
- 中沢新一 「クラと螺旋」講談社版解説
- ブロニスワフ・マリノフスキ 『マリノフスキー日記』 谷口佳子訳、平凡社、1987年。 - 本書の調査時代のマリノフスキの日記を収録。
- Jerry Leach and Edmund Leach The Kula: New Perspectives on Massim Exchange. Cambridge University Press, New York. 1983.